# صبر (نبات)

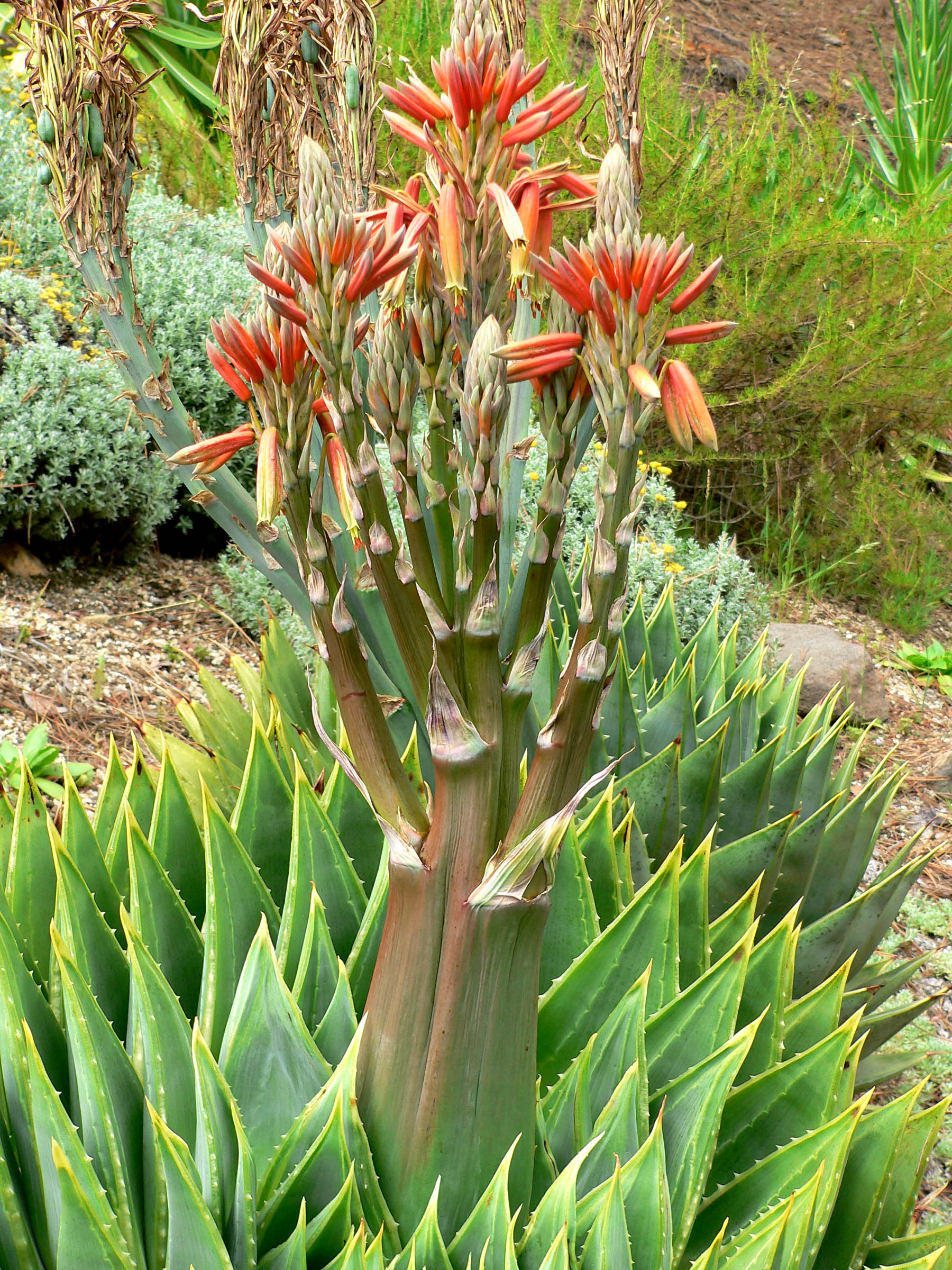
Aloe polyphylla

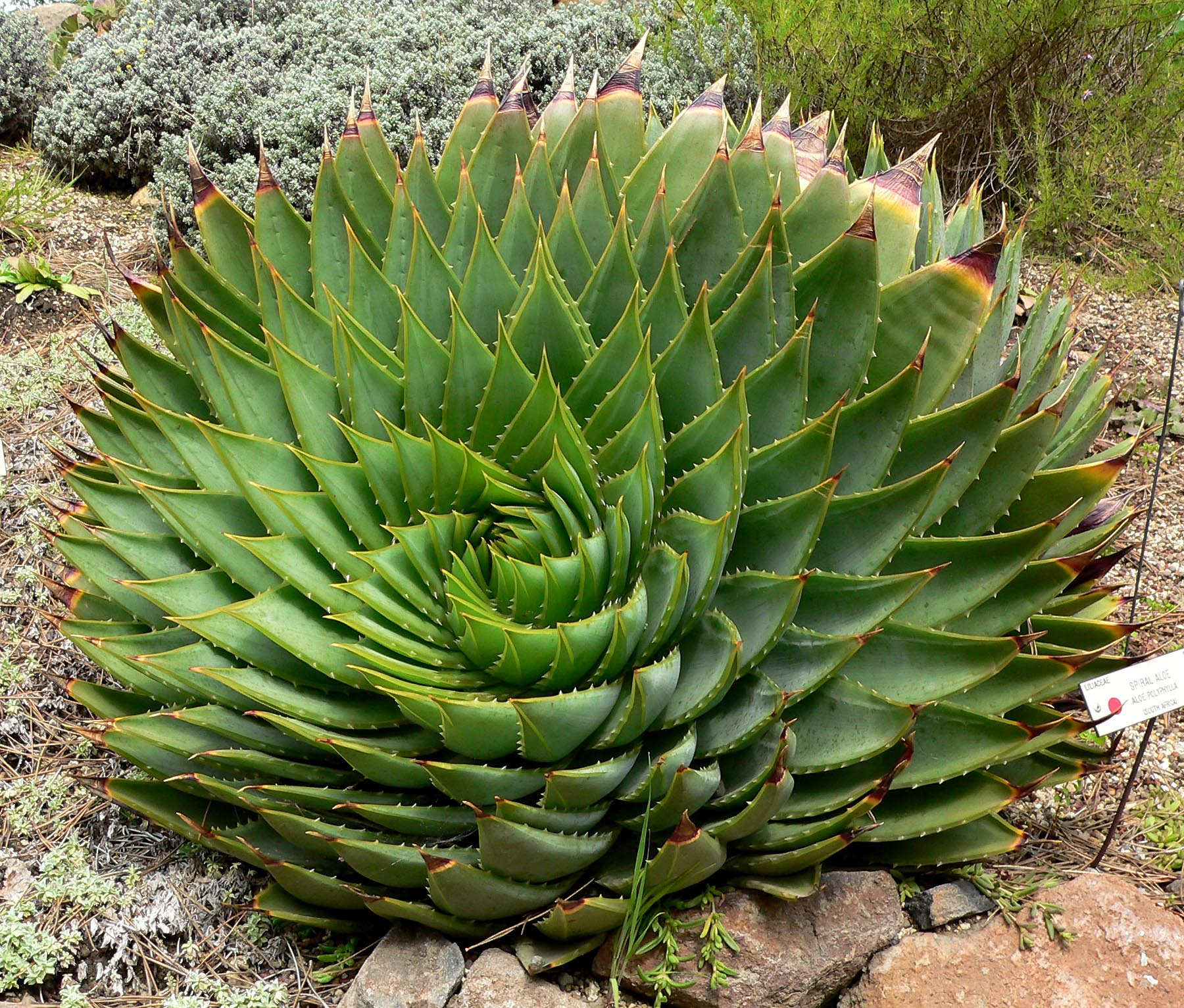
Aloe polyphylla

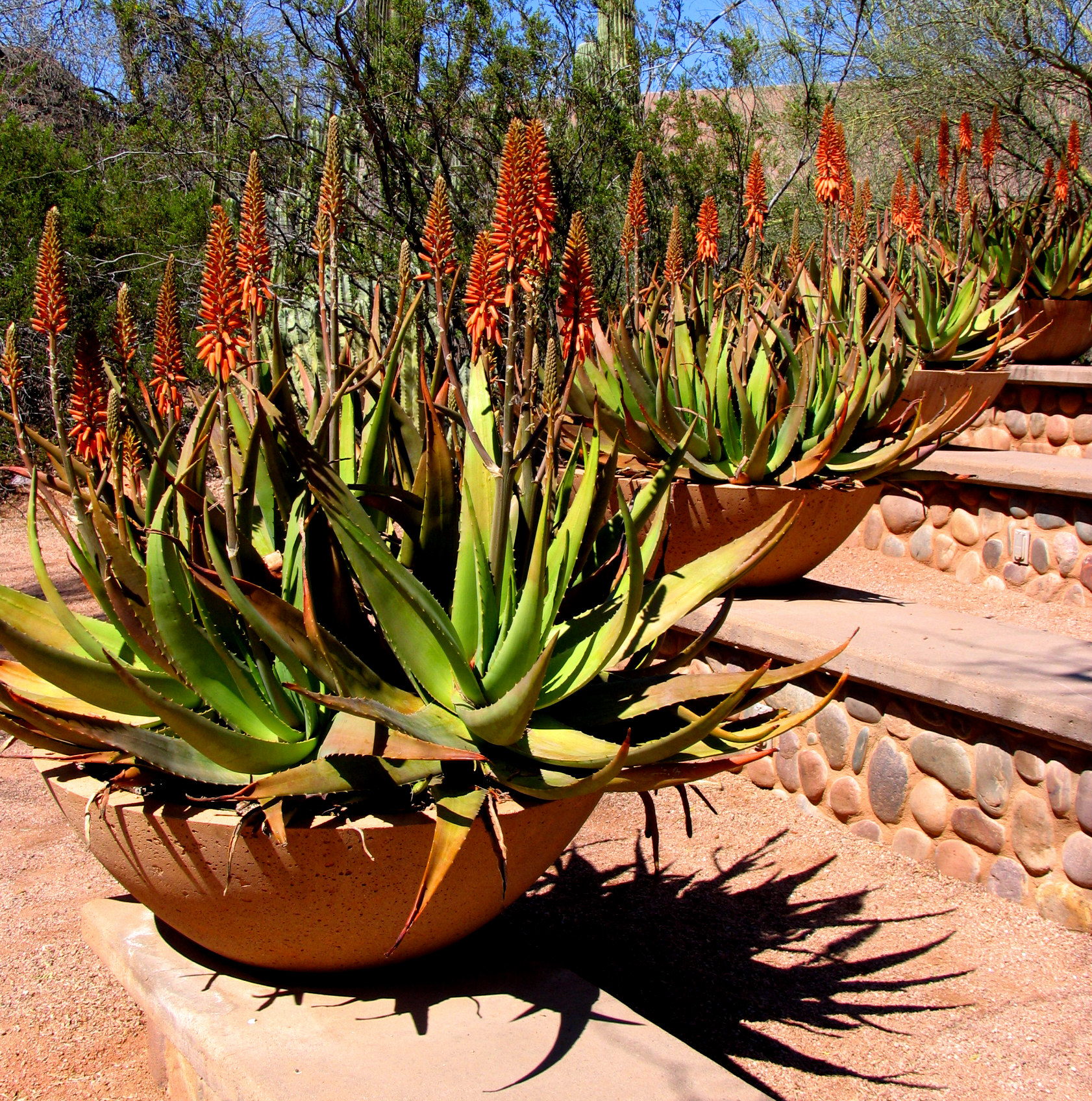
نباتات الصبر

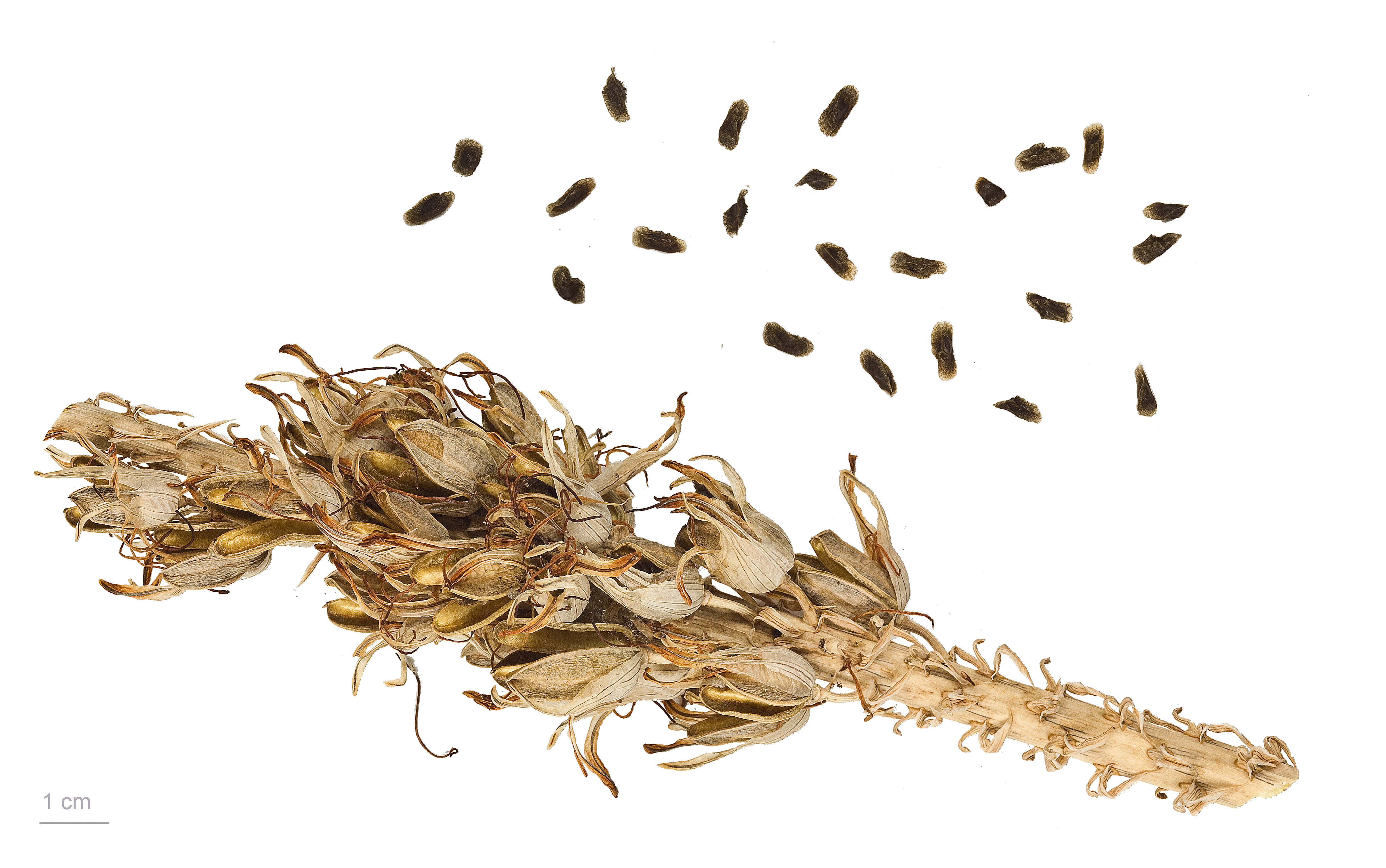
Aloe vera

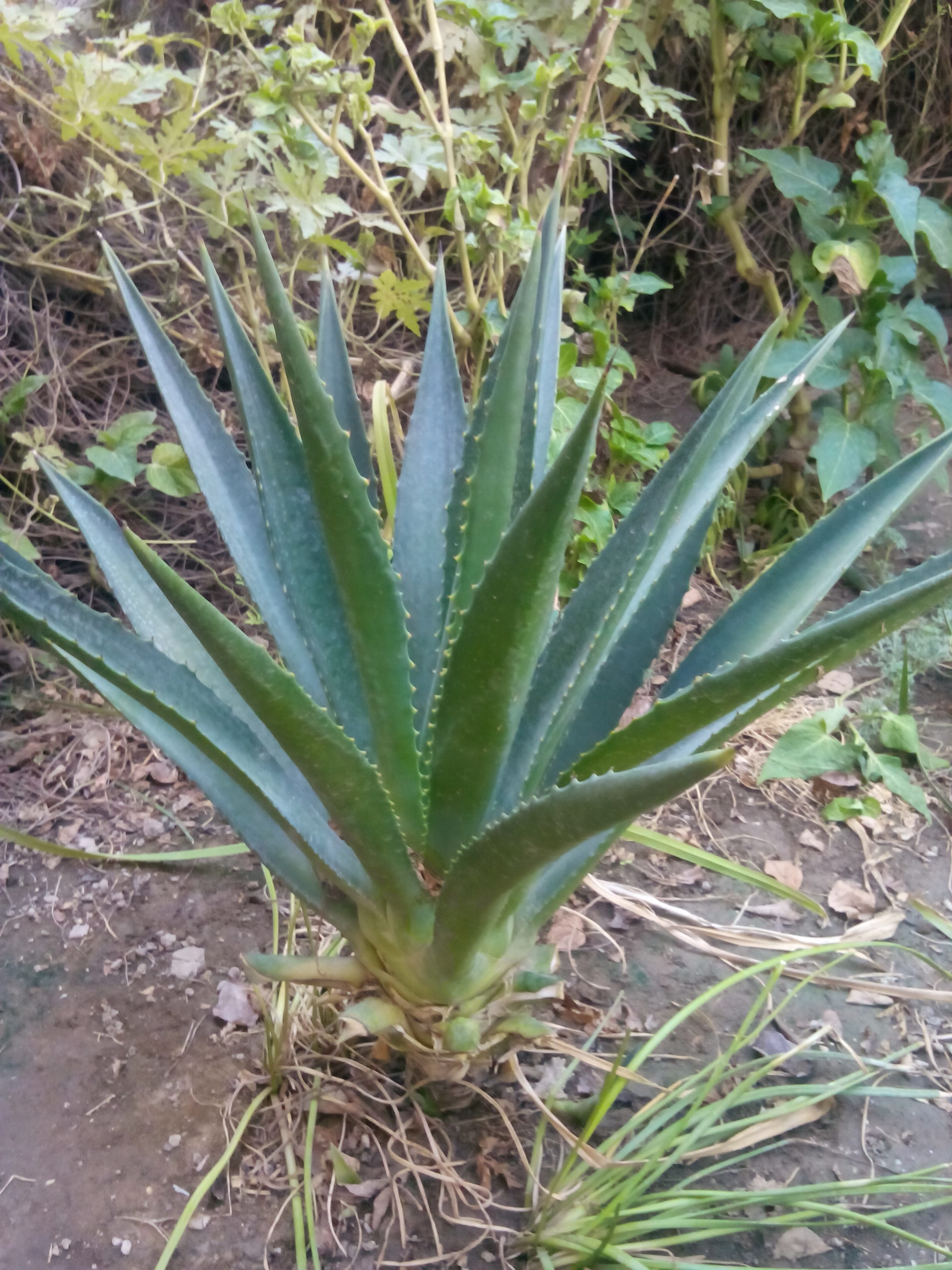
صبرة في الحديقة.

الصَبِر أو قد يعرف خطأً بالصبار (في المغرب)، حيث أن الصبار اسم يطلق على أي نبات من الفصيلة الصبارية، غير أن الصبر لا ينتمي إلى هذه الفصيلة بل إلى فصيلة البروقية، ويعرب منذ القدم عن اللاتينية الأَلُوَّة أو الأُلُوَّة أو الأَلوة أو السَّوْلَع (باللاتينية: Aloë) وهو جنس من النباتات الصحراوية أو الجبلية، وأصله بلدان جنوب أفريقيا مثل ناميبيا، وكذلك ينمو في البلاد العربية مثل منطقة جبال عسير شمال جازان.
لهذا النبات فوائد طبية مثل الاستخدام في حالة الحروق، فهو يقوم بإسراع نمو وتجديد الجلد. كذلك توجد أبحاث لاستخدامه في حفظ الغذاء. ويزرع النبات لأغراض تجارية لاستخدامهِ طبياً في علاج الجلد وتساقط الشعر، ولبعض أنواع الشامبو ومستحضرات التجميل.
ينمو النبات في أرض جيدة التهوية، ويميل إلى الجو الجاف. ويتحمل العطش بصورة كبيرة، وله عدة أنواع تختلف في الشكل والحجم وشكل الوردة، حيث أنه في فصل الشتاء يظهر له ساق طويلة تظهر عليها ورود صغيرة.
يمكن زراعة النبات في حيز صغير من التربة، مثلاً أصيصة صغيرة نسبياً بالنسبة لحجمه، فجذوره ليست عميقة، ويمكن أن يتحمل التربة الفقيرة أو المالحة. وهو مناسب للزراعة في البيوت، وهو سهل الإنبات والتكاثر ولايحتاج لعناية كثيرة. والنباتات الصغيرة لاتتحمل الشمس لفترات طويلة، في حين أن النباتات الكبيرة تقوم بتغيير لونها في الصيف حتى تفاوم الشمس.

## الأنواع
يوجد أكثر من 500 نوعٍ مقبولٍ في جنس الصبر, وكذلك توجد الكثير من الأسماء المرادفة. والأنواع والنويعات والأقسام والهجائن الغير مصنفة، وفيما يلي بعض من الأنواع:
- قُبَب
- ألوي اربورسنس.
- ألوي بريفيفوليا.
- ألوي ايرو.
- ألوي سليارس.
- عَبْليّة.
- ألوي متريفورمس.
- الألوة القهرية، نسبة إلى جبل القهر بالمملكة العربية السعودية.
- فُل أصفر أو عَرار أو بُصَيْصِل.
- صبر سقطري.
- ألوي إسترياتا.
- خَرْخَرة
- بُصَيْليل ، فل أصفر.
- صبر حقيقي.